# Драгоња (Пиран)
Драгоња (словен. Dragonja, итал. Dragogna) је насељено место у општини Пиран, Обално-крашка регија, Словенија.

## Историја
До територијалне реорганизације у Словенији била је у саставу старе општине Пиран.

## Становништво
У попису становништва из 2011. године, Драгоња је имала 383 становника.
| Број становника према пописима | Број становника према пописима | Број становника према пописима |
| ------------------------------ | ------------------------------ | ------------------------------ |
| 1991                           | 2002                           | 2011                           |
| 257                            | 296                            | 383                            |